# Armen Martirosjan (Leichtathlet)
Armen Martirosjan (armenisch Արմեն Մարտիրոսյան, englisch Armen Martirosyan; * 6. August 1969 in Leninakan, Armenische SSR, Sowjetunion) ist ein ehemaliger armenischer Dreispringer.
Bei den Leichtathletik-Weltmeisterschaften 1993 in Stuttgart und 1995 in Göteborg noch in der Qualifikation gescheitert, gewann Martirosjan 1996 bei den Halleneuropameisterschaften in Stockholm Bronze und wurde bei den Olympischen Spielen in Atlanta Fünfter. 
Einem zwölften Platz bei den Weltmeisterschaften 1997 in Sevilla folgte ein sechster bei den Leichtathletik-Hallenweltmeisterschaften 1999 in Maebashi.
Bei den Weltmeisterschaften 1999 in Sevilla und den Olympischen Spielen  2000 in Sydney und 2004 in Athen schied er in der Qualifikation aus.

## Persönliche Bestleistungen
- Dreisprung: 17,41 m, 5. Juni 1998, Gjumri
  - Halle: 17,21 m, 17. Januar 1999, Jerewan
- Weitsprung: 8,20 m, 17. Juli 1994, Gjumri